# Список птахів Федеративних Штатів Мікронезії
Це перелік видів птахів, зафіксованих на території Федеративних Штатів Мікронезії. Авіфауна Федеративних Штатів Мікронезії налічує загалом 240 видів, з яких 22 є ендемічними, 13 були інтродуковані людьми. 24 видів перебувають під загрозою зникнення.

## Позначки
Наступні теги використані для виділення деяких категорій птахів.
- (А) Випадковий — вид, який рідко або випадково трапляється в Федеративних Штатах Мікронезії
- (Е) Ендемічий — вид, який є ендеміком Федеративних Штатів Мікронезії
- (I) Інтродукований — вид, завезений до Федеративних Штатів Мікронезії як наслідок, прямих чи непрямих людських дій
- (EW) Локально вимерлий — вид, який більше не трапляється в дикій природі Федеративних Штатів Мікронезії, хоча його представники живуть в неволі
- (Ex) Вимерлий — вид, який мешкав у Федеративних Штатах Мікронезії, однак повністю вимер.

## Гусеподібні(Anseriformes)
Родина: Качкові (Anatidae)
- Гуска біла, Chen caerulescens (A)
- Казарка мала, Branta hutchinsii (A)
- Казарка канадська, Branta canadensis (A)
- Чирянка велика, Spatula querquedula (A)
- Широконіска північна, Spatula clypeata
- Нерозень, Mareca strepera (A)
- Свищ євразійський, Mareca penelope
- Свищ американський, Mareca americana (A)
- Крижень австралійський, Anas superciliosa
- Крижень звичайний, Anas platyrhynchos (A)
- Шилохвіст північний, Anas acuta
- Чирянка мала, Anas crecca
- Попелюх довгодзьобий, Aythya valisineria (A)
- Попелюх американський, Aythya americana
- Попелюх звичайний, Aythya ferina (A)
- Чернь чубата, Aythya fuligula
- Чернь морська, Aythya marila

## Куроподібні(Galliformes)
Родина: Великоногові (Megapodiidae)
- Великоніг мікронезійський, Megapodius laperouse

Родина: Фазанові (Phasianidae)
- Перепілка китайська, Synoicus chinensis (I)
- Турач туркменський, Francolinus francolinus (I)
- Курка банківська, Gallus gallus (I)

## Голубоподібні(Columbiformes)
Родина: Голубові (Columbidae)
- Голуб сизий, Columba livia (I)
- Streptopelia dusumieri (I)
- Alopecoenas stairi (I)
- Alopecoenas kubaryi (E)
- Alopecoenas xanthonurus
- Голуб гривастий, Caloenas nicobarica
- Тілопо мікронезійський, Ptilinopus ponapensis (E)
- Тілопо косрейський, Ptilinopus hernsheimi (E)
- Пінон мікронезійський, Ducula oceanica

## Зозулеподібні(Cuculiformes)
Родина: Зозулеві (Cuculidae)
- Зозуля каштановокрила, Clamator coromandus (A)
- Коель новозеландський, Urodynamis taitensis
- Дідрик смугастощокий, Chrysococcyx lucidus (A)
- Кукавка австралійська, Cacomantis variolosus (A)
- Зозуля рудовола, Hierococcyx hyperythrus (A)
- Зозуля індокитайська, Hierococcyx nisicolor (A)
- Зозуля звичайна, Cuculus canorus (A)
- Зозуля сибірська, Cuculus optatus

## Серпокрильцеподібні(Apodiformes)
Родина: Серпокрильцеві (Apodidae)
- Салангана бура, Aerodramus vanikorensis
- Салангана маріанська, Aerodramus bartschi (E)
- Салангана каролінська, Aerodramus inquietus (E)
- Серпокрилець сибірський, Apus pacificus (A)

## Журавлеподібні(Gruiformes)
Родина: Пастушкові (Rallidae)
- Пастушок смугастий, Gallirallus philippensis
- Курочка водяна, Gallinula chloropus
- Лиска звичайна, Fulica atra (A)
- Султанка зондська, Porphyrio indicus
- Султанка австралійська, Porphyrio melanotus
- Багновик молуцький, Amaurornis moluccana (A)
- Погонич білобровий, Poliolimnas cinereus
- Погонич червононогий, Rallina fasciata (A)
- Погонич сіроногий, Rallina eurizonoides
- Погонич австралійський, Zapornia tabuensis
- Погонич кусайський, Zapornia monasa (E) (Ex)

## Сивкоподібні(Charadriiformes)
Родина: Чоботарові (Recurvirostridae)
- Кулик-довгоніг чорнокрилий, Himantopus himantopus
- Кулик-довгоніг строкатий, Himantopus leucocephalus (A)
- Himantopus mexicanus (A)

Родина: Куликосорокові (Haematopodidae)
- Кулик-сорока євразійський, Haematopus ostralegus (A)

Родина: Сивкові (Charadriidae)
- Сивка морська, Pluvialis squatarola
- Сивка бурокрила, Pluvialis fulva
- Пісочник монгольський, Charadrius mongolus
- Пісочник товстодзьобий, Charadrius leschenaultii
- Пісочник морський, Charadrius alexandrinus (A)
- Пісочник великий, Charadrius hiaticula (A)
- Пісочник великий, Charadrius dubius (A)
- Пісочник довгоногий, Charadrius veredus (A)

Родина: Баранцеві (Scolopacidae)
- Кульон аляскинський, Numenius tahitiensis
- Кульон середній, Numenius phaeopus
- Кульон-крихітка, Numenius minutus (A)
- Кульон східний, Numenius madagascariensis
- Кульон великий, Numenius arquata (A)
- Грицик малий, Limosa lapponica
- Грицик великий, Limosa limosa
- Крем'яшник звичайний, Arenaria interpres
- Побережник великий, Calidris tenuirostris (A)
- Побережник ісландський, Calidris canutus (A)
- Брижач, Calidris pugnax
- Побережник болотяний, Calidris falcinellus (A)
- Побережник гострохвостий, Calidris acuminata
- Побережник червоногрудий, Calidris ferruginea
- Побережник білохвостий, Calidris temminckii (A)
- Побережник довгопалий, Calidris subminuta
- Побережник рудоголовий, Calidris ruficollis
- Побережник білий, Calidris alba
- Побережник чорногрудий, Calidris alpina (A)
- Жовтоволик, Calidris subruficollis (A)
- Побережник арктичний, Calidris melanotos
- Баранець японський, Gallinago hardwickii (A)
- Баранець звичайний, Gallinago gallinago (A)
- Баранець лісовий, Gallinago megala
- Мородунка, Xenus cinereus
- Плавунець плоскодзьобий, Phalaropus fulicarius (A)
- Набережник палеарктичний, Actitis hypoleucos
- Набережник плямистий, Actitis macularia (A)
- Коловодник попелястий, Tringa brevipes
- Коловодник аляскинський, Tringa incana
- Коловодник чорний, Tringa erythropus (A)
- Коловодник строкатий, Tringa melanoleuca (A)
- Коловодник великий, Tringa nebularia
- Коловодник охотський, Tringa guttifer (A)
- Коловодник ставковий, Tringa stagnatilis
- Коловодник болотяний, Tringa glareola
- Коловодник звичайний, Tringa totanus

Родина: Дерихвостові (Glareolidae)
- Дерихвіст забайкальський, Glareola maldivarum (A)

Родина: Поморникові (Stercorariidae)
- Поморник антарктичний, Stercorarius maccormicki (A)
- Поморник середній, Stercorarius pomarinus
- Поморник короткохвостий, Stercorarius parasiticus (A)
- Поморник довгохвостий, Stercorarius longicaudus (A)

Родина: Мартинові (Laridae)
- Мартин звичайний, Chroicocephalus ridibundus
- Leucophaeus atricilla (A)
- Мартин ставковий, Leucophaeus pipixcan (A)
- Мартин сибірський, Larus vegae (A)
- Крячок бурий, Anous stolidus
- Крячок атоловий, Anous minutus
- Крячок сірий, Anous ceruleus
- Крячок білий, Gygis alba
- Крячок строкатий, Onychoprion fuscatus
- Крячок полінезійський, Onychoprion lunatus
- Крячок бурокрилий, Onychoprion anaethetus
- Крячок малий, Sternula albifrons
- Крячок великоногий, Gelochelidon macrotarsa (A)
- Крячок білокрилий, Chlidonias leucopterus
- Крячок білощокий, Chlidonias hybrida (A)
- Крячок індонезійський, Sterna sumatrana
- Крячок річковий, Sterna hirundo
- Крячок полярний, Sterna paradisaea (A)
- Крячок жовтодзьобий, Thalasseus bergii

## Фаетоноподібні(Phaethontiformes)
Родина: Фаетонові (Phaethontidae)
- Фаетон білохвостий, Phaethon lepturus
- Фаетон червонохвостий, Phaethon rubricauda

## Буревісникоподібні(Procellariiformes)
Родина: Альбатросові (Diomedeidae)
- Альбатрос гавайський, Phoebastria immutabilis (A)
- Альбатрос чорноногий, Phoebastria nigripes
- Альбатрос жовтоголовий, Phoebastria albatrus

Родина: Океанникові (Oceanitidae)
- Океанник Вільсона, Oceanites oceanicus (A)
- Океанник білогорлий, Nesofregetta fuliginosa

Родина: Качуркові (Hydrobatidae)
- Качурка північна, Hydrobates leucorhous
- Качурка мадерійська, Hydrobates castro (A)
- Качурка Матсудайра, Hydrobates matsudairae

Родина: Буревісникові (Hydrobatidae)
- Тайфунник кермадецький, Pterodroma neglecta (A)
- Тайфунник тихоокеанський, Pterodroma externa
- Тайфунник макаулійський, Pterodroma cervicalis (A)
- Тайфунник бонінський, Pterodroma hypoleuca
- Тайфунник австралійський, Pterodroma nigripennis
- Тайфунник Штейнегера, Pterodroma longirostris (A)
- Бульверія тонкодзьоба, Bulweria bulwerii (A)
- Тайфунник таїтійський, Pseudobulweria rostrata (A)
- Буревісник тихоокеанський, Calonectris leucomelas (A)
- Буревісник світлоногий, Ardenna carneipes (A)
- Буревісник клинохвостий, Ardenna pacificus
- Буревісник Бюлера, Ardenna bulleri (A)
- Буревісник сивий, Ardenna griseus (A)
- Буревісник тонкодзьобий, Ardenna tenuirostris
- Буревісник острівний, Puffinus nativitatis
- Буревісник молокайський, Puffinus newelli (A)
- Буревісник реюньйонський, Puffinus bailloni

## Сулоподібні(Suliformes)
Родина: Фрегатові (Fregatidae)
- Фрегат-арієль, Fregata ariel (A)
- Фрегат тихоокеанський, Fregata minor

Родина: Сулові (Sulidae)
- Сула жовтодзьоба, Sula dactylatra
- Сула білочерева, Sula leucogaster
- Сула червононога, Sula sula

Родина: Бакланові (Phalacrocoracidae)
- Баклан строкатий, Microcarbo melanoleucos
- Баклан великий, Phalacrocorax carbo (A)

## Пеліканоподібні(Pelecaniformes)
Родина: Пеліканові (Pelecanidae)
- Пелікан австралійський, Pelecanus conspicillatus (A)

Родина: Чаплеві (Ardeidae)
- Бугайчик китайський, Ixobrychus sinensis
- Бугайчик амурський, Ixobrychus eurhythmus (A)
- Бугайчик рудий, Ixobrychus cinnamomeus (A)
- Бугайчик чорний, Ixobrychus flavicollis (A)
- Чапля сіра, Ardea cinerea (A)
- Чепура велика, Ardea alba
- Чепура середня, Ardea intermedia (A)
- Чепура мала, Egretta garzetta
- Чепура тихоокеанська, Egretta sacra
- Чапля єгипетська, Bubulcus ibis
- Чапля мангрова, Butorides striata (A)
- Квак звичайний, Nycticorax nycticorax (A)
- Квак каледонський, Nycticorax caledonicus
- Квак японський, Gorsachius goisagi (A)
- Квак малайський, Gorsachius melanolophus (A)

## Яструбоподібні(Accipitriformes)
Родина: Скопові (Pandionidae)
- Скопа, Pandion haliaetus (A)

Родина: Яструбові (Accipitridae)
- Канюк яструбиний, Butastur indicus (A)
- Яструб китайський, Accipiter soloensis
- Яструб японський, Accipiter gularis
- Шуліка королівський, Haliastur indus (A)

## Совоподібні(Strigiformes)
Родина: Совові (Strigidae)
- Сова болотяна, Asio flammeus

## Сиворакшоподібні(Coraciiformes)
Родина: Рибалочкові (Alcedinidae)
- Альціон мікронезійський, Todiramphus cinnamominus (EW)
- Альціон погнпейський, Todiramphus reichenbachii (E)
- Альціон священний, Todiramphus sanctus
- Альціон білошиїй, Todiamphus chloris

Родина: Бджолоїдкові (Meropidae)
- Бджолоїдка райдужна, Merops ornatus

Родина: Сиворакшові (Coraciidae)
- Широкорот східний, Eurystomus orientalis (A)

## Соколоподібні(Falconiformes)
Родина: Соколові (Falconidae)
- Боривітер звичайний, Falco tinnunculus (A)
- Сапсан, Falco peregrinus

## Папугоподібні(Psittaciformes)
Родина: Какадові (Cacatuidae)
- Какаду жовточубий, Cacatua galerita (I)

Родина: Psittaculidae
- Папуга зелено-червоний, Eclectus roratus (I)
- Лорікет вишневий, Trichoglossus rubiginosus (E)

## Горобцеподібні(Passeriformes)
Родина: Медолюбові (Meliphagidae)
- Медовичка мікронезійська, Myzomela rubratra

Родина: Личинкоїдові (Campephagidae)
- Шикачик япський, Edolisoma nesiotis (E)
- Шикачик атоловий, Edolisoma insperatum (E)

Родина: Ланграйнові (Artamidae)
- Ланграйн білогрудий, Artamus leucorynchus (A)

Родина: Віялохвісткові (Rhipiduridae)
- Віялохвістка рудолоба, Rhipidura rufifrons
- Віялохвістка мікронезійська, Rhipidura kubaryi (E)

Родина: Дронгові (Dicruridae)
- Дронго чорний, Dicrurus macrocercus (I)

Родина: Монархові (Monarchidae)
- Монарх труцький, Metabolus rugensis (E)
- Монарх чорноголовий, Monarcha godeffroyi (E)
- Міагра мікронезійська, Myiagra pluto (E)
- Міагра труцька, Myiagra oceanica (E)

Родина: Сорокопудові (Laniidae)
- Сорокопуд сибірський, Lanius cristatus (A)

Родина: Очеретянкові (Acrocephalidae)
- Очеретянка каролінська, Acrocephalus syrinx (E)
- Очеретянка полінезійська, Acrocephalus astrolabii (E) (Ex)

Родина: Кобилочкові (Locustellidae)
- Кобилочка плямиста, Locustella lanceolata (A)

Родина: Ластівкові (Hirundinidae)
- Ластівка сільська, Hirundo rustica
- Ясківка лісова, Petrochelidon nigricans (А)
- Ластівка азійська, Delichon dasypus

Родина: Окулярникові (Zosteropidae)
- Рукія чуюцька, Rukia ruki (E)
- Рукія довгодзьоба, Rukia longirostra (E)
- Окулярник каролінський, Zosterops semperi
- Окулярник япійський, Zosterops hypolais (E)
- Окулярник погнпейський, Zosterops ponapensis (E)
- Окулярник сірий, Zosterops cinereus (E)
- Окулярник помаранчевоногий, Zosterops oleagineus (E)

Родина: Шпакові (Sturnidae)
- Шпак-малюк сірий, Aplonis pelzelni (E)
- Шпак-малюк мікронезійський, Aplonis opaca
- Шпак-малюк косрейський, Aplonis corvina (E) (Ex)
- Шпак японський, Agropsar philippensis (A)
- Шпак сірий, Spodiopsar cineraceus (A)

Родина: Дроздові (Turdidae)
- Дрізд вузькобровий, Turdus obscurus (A)
- Дрізд Наумана, Turdus naumanni (A)

Родина: Мухоловкові (Muscicapidae)
- Мухоловка далекосхідна, Muscicapa griseisticta (A)
- Соловейко червоногорлий, Calliope calliope (A)
- Мухоловка жовтоспинна, Ficedula narcissina (A)
- Скеляр синій, Monticola solitarius (A)

Родина: Астрильдові (Estrildidae)
- Папужник синьощокий, Erythrura trichroa
- Мунія іржаста, Lonchura punctulata (I)
- Мунія чорноголова, Lonchura atricapilla (I)
- Мунія сірошия, Lonchura hunsteini (I)

Родина: Горобцеві (Passeridae)
- Горобець польовий, Passer montanus (I)

Родина: Плискові (Motacillidae)
- Плиска гірська, Motacilla cinerea
- Плиска жовта, Motacilla flava
- Плиска аляскинська, Motacilla tschutschensis (A)
- Щеврик червоногрудий, Anthus cervinus (A)

Родина: Вівсянкові (Emberizidae)
- Вівсянка чорноголова, Emberiza melanocephala (A)